# Žagarės miškas
Žagarės miškas este o arie protejată (arie specială de conservare — SAC, sit de importanță comunitară — SCI) din Lituania întinsă pe o suprafață de 1.247 ha, integral pe uscat.

## Localizare
Centrul sitului Žagarės miškas este situat la coordonatele 56°17′16″N 23°13′42″E / 56.2878°N 23.2283°E.

## Înființare
Situl Žagarės miškas a fost declarat sit de importanță comunitară în aprilie 2009 pentru a proteja 2 specii de plante. Situl a fost protejat și ca arie specială de conservare în august 2020.

## Biodiversitate
Situată în ecoregiunea boreală, aria protejată conține 3 habitate naturale: Păduri caducifoliate bătrâne naturale hemiboreale fino-scandinave (Quercus, Tilia, Acer, Fraxinus sau Ulmus) bogate în specii epifite, Păduri fino-scandinave bogate în ierburi cu Picea abies, Păduri caducifoliate de mlaștină fino-scandinave.
La baza desemnării sitului se află mai multe specii protejate de  plante (2): turiță (Agrimonia pilosa), papucul doamnei (Cypripedium calceolus).
Pe lângă speciile protejate, pe teritoriul sitului au mai fost identificate 4 specii de plante, 4 specii de păsări, 1 specie de mamifere, 2 specii de nevertebrate.